# Franska öppna 2008
Franska öppna 2008 var en tennisturnering som spelades utomhus på grus mellan 25 maj och 8 juni. Det var den 107:e upplagan av tävlingen och den andra Grand Slam-turneringen under 2008. Den spelades på Stade Roland Garros i Paris, Frankrike.

## Seniorer

### Herrsingel
Rafael Nadal besegrade  Roger Federer, 6–1, 6–3, 6–0
- Det var Rafael Nadals fjärde titel för året och den 27:e totalt. Det var hans första Grand Slam-titel för året, och hans fjärde konsekutiva titel i Franska öppna.

### Damsingel
Ana Ivanovic besegrade  Dinara Safina, 6–4, 6–3
- Det var Ana Ivanovics andra titel för året och hennes sjunde totalt. Det var hennes första Grand Slam-titel i karriären.

### Herrdubbel
Pablo Cuevas /  Luis Horna besegrade  Daniel Nestor /  Nenad Zimonjic, 6–2, 6–3

### Damdubbel
Anabel Medina Garrigues /  Virginia Ruano Pascual besegrade  Casey Dellacqua /  Francesca Schiavone, 2–6, 7–5, 6–4

### Mixed dubbel
Victoria Azarenka /  Bob Bryan besegrade  Katarina Srebotnik /  Nenad Zimonjic, 6–2, 7–6(4)

## Juniorer

### Pojksingel
Tsung-hua Yang besegrade  Jerzy Janowicz, 6–3, 7–6(5)

### Flicksingel
Simona Halep besegrade  Jelena Bogdan, 6–4, 6–7(3), 6–2

### Pojkdubbel
Henri Kontinen /  Christopher Rungkat besegrade  Jaan-Frederik Brunken /  Matt Reid, 6–0, 6–3

### Flickdubbel
Polona Hercog /  Jessica Moore besegrade  Lesley Kerkhove /  Arantxa Rus, 5–7, 6–1, 10–7